# Marie Le Net

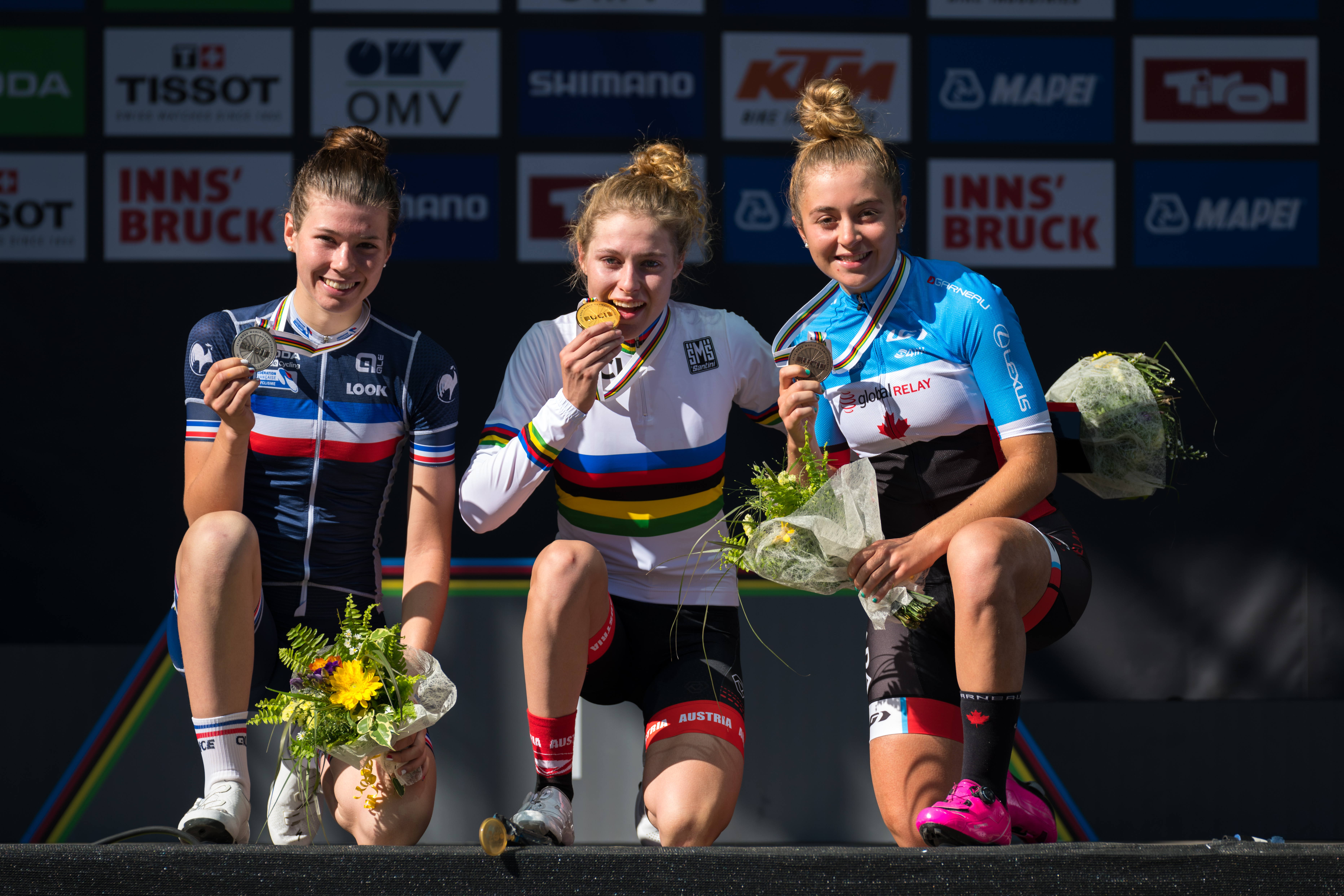
Le Net (l.) auf dem Podium der Junioren-Straßenweltmeisterschaften, mit Laura Stigger (M.) und Simone Boilard

Marie Le Net (* 25. Januar 2000 in Pontivy) ist eine französische Radsportlerin, die Rennen auf Bahn und Straße bestreitet.

## Sportliche Laufbahn
2016 wurde Marie Le Net dreifache französische Jugend-Meisterin. Im Jahr darauf errang sie mit Laura Da Cruz, Clara Copponi und Valentine Fortin bei den Junioren-Bahnweltmeisterschaften Bronze in der Mannschaftsverfolgung. Zudem wurde sie mit Coralie Demay, Maryanne Hinault, Typhaine Laurance und Lucie Jounier französische Meisterin in der Mannschaftsverfolgung der Elite sowie nationale Junioren-Meisterin im Einzelzeitfahren auf der Straße.
In der Folge wurde Le Net für die Bahnradsport-Weltmeisterschaften 2018 in Apeldoorn nominiert. Im selben Jahr gewann sie bei den Junioren-Bahnweltmeisterschaften mit Victoire Berteau den zum zweiten Mal bei den Juniorinnen vergebenen Titel im Zweier-Mannschaftsfahren. Später im Jahr errang sie bei den Straßenweltmeisterschaften Silber im Straßenrennen der Juniorinnen.
Für 2019 erhielt Marie Le Net bei FDJ Nouvelle-Aquitaine Futuroscope ihren ersten Vertrag bei einem UCI Women’s Team. 2021 startete sie bei den Olympischen Spielen in Tokio; im Zweier-Mannschaftsfahren belegte sie mit Clara Copponi Rang fünf sowie Rang sieben in der Mannschaftsverfolgung (mit Victoire Berteau, Marion Borras, Valentine Fortin und Coralie Demay). Auch 2024 startete sie in der olympischen Mannschaftsverfolgung und kam im Gespann mit Berteau, Borras, Fortin und Clara Copponi auf Rang 5.

## Diverses
2016 wurde Marie Le Net zur „Radsportlerin des Jahres“ von Morbihan gewählt. 2018 absolvierte sie ihr Abitur.

## Erfolge

### Straße
2017
- Französische Junioren-Meisterin – Einzelzeitfahren
- Chrono des Nations (Junioren)

2018
- Junioren-Weltmeisterschaft – Straßenrennen

2022
- La Picto-Charentaise
- U23-Europameisterschaft – Einzelzeitfahren

2025
- Französische Meisterin – Straßenrennen

### Bahn
2017
- Junioren-Weltmeisterschaft – Zweier-Mannschaftsfahren (mit Valentine Fortin), Mannschaftsverfolgung (mit Laura Da Cruz, Clara Copponi und Valentine Fortin)
- Französische Meisterin – Mannschaftsverfolgung (mit Coralie Demay, Maryanne Hinault, Typhaine Laurance und Lucie Jounier)

2018
- Junioren-Weltmeisterin – Zweier-Mannschaftsfahren (mit Victoire Berteau)

2019
- U23-Europameisterschaft – Mannschaftsverfolgung (mit  Clara Copponi, Valentine Fortin und Marion Borras)

2020
- Weltmeisterschaft – Zweier-Mannschaftsfahren (mit Clara Copponi)

2021
- Weltmeisterschaft – Zweier-Mannschaftsfahren (mit Clara Copponi)

2023
- Europameisterschaft – Punktefahren
- Nations Cup in Kairo – Mannschaftsverfolgung (mit Clara Copponi, Valentine Fortin, Marion Borras und Victoire Berteau)
- Weltmeisterschaft – Mannschaftsverfolgung (mit Marion Borras, Valentine Fortin, Clara Copponi und Victoire Berteau)

2025
- Französische Meisterin – Omnium, Mannschaftsverfolgung (mit Clémence Chéreau, Léonie Mahieu, Ilona Rouat und Aurore Pernollet)